# Іорданівська волость
Іорданівська волость (Орданівська) — адміністративно-територіальна одиниця Зіньківського повіту Полтавської губернії з центром у селі Іорданівка.
Станом на 1885 рік — складалася з 25 поселень, 14 сільських громад. Населення 5087 — осіб (2512 осіб чоловічої статі та 2575 — жіночої), 821 дворових господарств.

Старшинами волості були:
- 1900 року Андрєєнко[2];
- 1904 року Вінник[3];
- 1913—1915 роках Василь Антонович Коломієць[4],[5].